# Kościół św. Wawrzyńca w Grojcu
Kościół pod wezwaniem św. Wawrzyńca w Grojcu – obecnie nieużytkowany, zabytkowy, drewniany kościół w Grojcu. Poświęcony w 1767, przebudowany w XIX i na początku XX wieku. Do roku 2000 kościół parafialny parafii św. Wawrzyńca w Grojcu, później zastąpiony nowym, murowanym kościołem pw. Matki Bożej Miłosierdzia (Ostrobramskiej). Znajduje się na Szlaku Architektury Drewnianej województwa małopolskiego.

## Historia
Wybudowany został z fundacji rodziny Szembeków, ówczesnych właścicieli miejscowości, na miejscu poprzedniego kościoła z 1680. Został poświęcony 5 czerwca 1767. W trakcie przebudoway na początku XX wieku dobudowano murowaną zakrystię oraz kaplicę boczną. Z czasem kościół okazał się być zbyt mały dla potrzeb parafii, dlatego też po drugiej stronie drogi wybudowano nowy kościół parafialny pw. Matki Bożej Miłosierdzia, z kolei kościół św. Wawrzyńca przestał być od 2000 roku użytkowany.

## Architektura
Kościół jest orientowany, w konstrukcji zrębowej poza wieżą, która jest konstrukcji słupowo-ramowej. Po stronie wschodniej znajduje się prezbiterium, a od północy przylega doń murowana zakrystia, z kolei z którą i z nawą połączona jest murowana kaplica. Nawę i prezbiterium przykrywa dwuspadowy dachy kryty eternitem o formie pośredniej między typem śląskim a małopolskim, jednokalenicowy, lecz o różnym nachyleniu połaci dachowych nad nawą i prezbiterium. Dach wieży kryty jest blachą i zwieńczony jest pozorną latarnią.

## Wnętrze

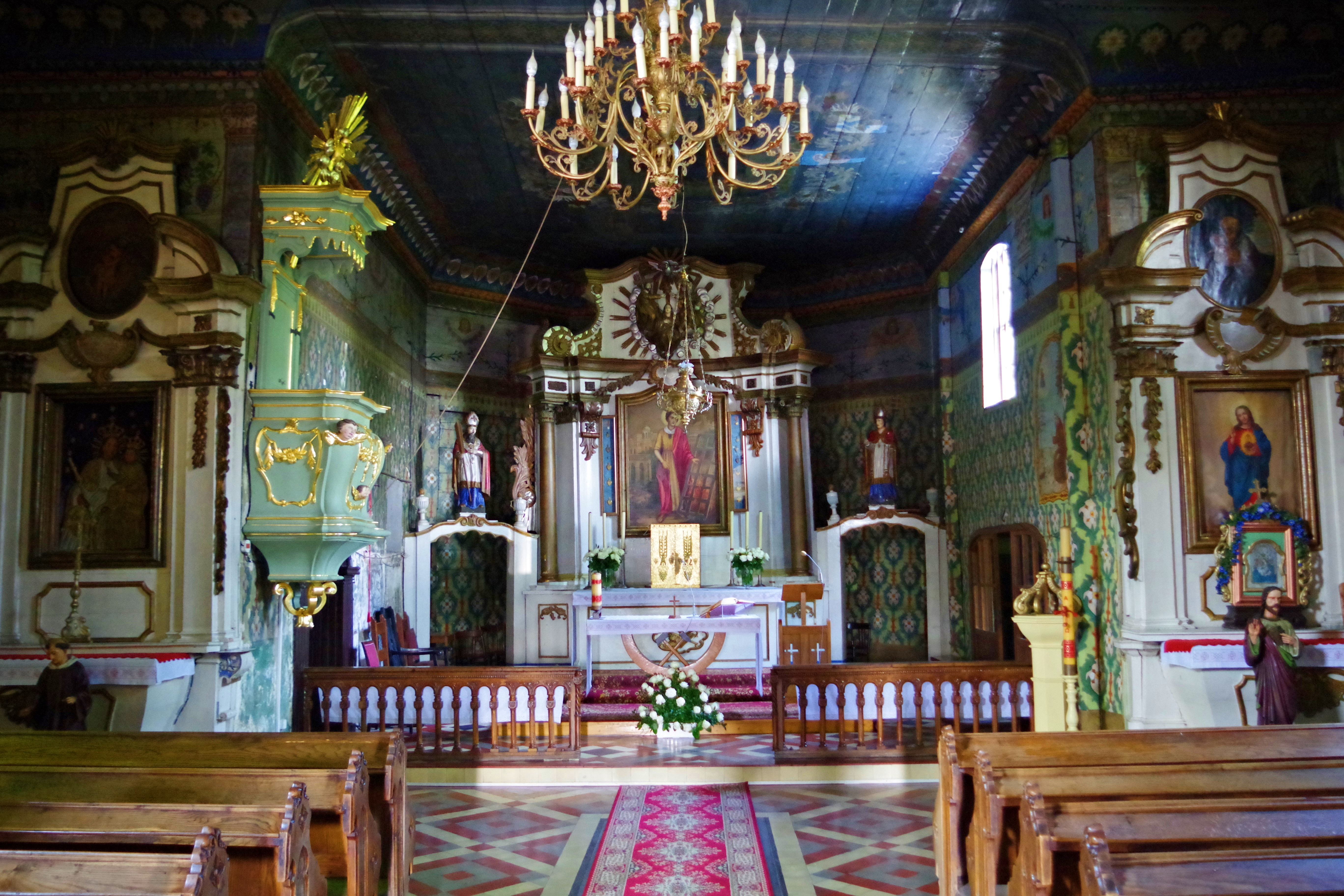
Wnętrze świątyni

Płaski strop nad prezbiterium i nawą oraz ściany są wymalowane polichromią o tematyce roślinnej. Ponadto nad nawą znajduje się malowidło Matki Bożej z Dzieciątkiem w towarzystwie kilkunastu scen z jej życia. Oprócz rokokowego ołtarza głównego w kościele znajdują się dwa barokowe ołtarze boczne. W wyposażeniu kościoła znajdują się również trzy wielkie zasłony wielkopostne wykonane przez Wojciecha Poziemskiego, którego obraz Matki Bożej Niepokalanie Poczętej z 1771 mieści się również w bocznej kaplicy. W świątyni znajduje się kilka epitafii, z XVII i XVIII wieku, a także z niemożliwymi do odczytania inskrypcjami w posadzce przed ołtarzem głównym.